# Warrant
Не путать с немецкой спид/трэш-метал группой Warrant
Warrant (читается: «уо́рэнт» — ордер, предписание  (англ.)) — американская глэм-метал-группа из Лос-Анджелеса, основанная в 1984 году вокалистом Адамом Шором и барабанщиком Максом Эшером.

## Краткая история
В 1988 году у группы вышел первый диск «Dirty Rotten Filthy Stinking Rich». Группа выпустила три хитовых сингла - «Down Boys», «Sometimes She Cries» и «Heaven» (последний занял второе место в американском хит-параде). После выхода альбома группа «Warrant» отправляется в своё первое американское турне вместе с такими группами, как «Queensrÿche», «Cinderella», «Poison», «Kingdom Come».
Второй альбом «Cherry Pie» вышел в 1990 году и также имел успех. В 1990 году группа сначала выступала на «разогреве» на концертах «Poison», но затем уже сама перешла в статус «хедлайнеров». На следующий год «Warrant» вместе с Дэвидом Ли Ротом нанесли визит в Европу. Эти гастроли закончились плачевно для Джени Лейна, который упал со сцены и сломал себе ребро. После выздоровления Лейна «Warrant» поехали в турне по США.
В 1992 году под предводительством продюсера Майкла Вагенера был записан третий альбом «Dog Eat Dog». Хотя этот альбом считается самой сильной работой группы, продажи его были не так высоки, и диск получил только «золото».
«Columbia», недовольная тиражами последней пластинки, расторгла контракт с «Warrant». В группе началась постоянная смена участников. На какое-то время команду покинул Джени Лейн, затем умер давний менеджер группы Том Халет. В 1994 году группу покинули Джоуи Аллен и Стивен Свит. На их место пришли Рик Стейтер и Джеймс Коттак, и с помощью клавишника Дэйва Уайта группа принялась записывать очередной альбом, «Ultraphobic». Диск вышел в 1995 году. Хотя альбом был сделан в манере «Dog Eat Dog», в те годы был популярным стиль гранж, и его влияние уже чувствовалось на этом диске. В 1996 году Джеймс Коттак ушёл из группы и уступил место за ударной установкой Бобби Боргу, но тот пробыл в группе только около года и был заменен Викки Фоксом, а в 1998-м вновь освободившуюся вакансию занял Дэнни Вагнер. Он пробыл на должности ударника два года, а в 2000-м вместе с Риком Стейером ушёл из группы. Новыми членами команды стали Майк Фасано (ударные) и гитарист Кери Келли. После совместного тура с «Ratt» и «L.A. Guns» Келли перебрался в «Slash’s Snakepit», а вакансию заполнил давний друг группы Билли Моррис.
Джени Лейн в последние годы страдал от алкогольной зависимости.
В 2003 году он покинул группу и выпустил сольный альбом под названием «Back Down to One».
Лейн в 2010 году был приговорен к 120 дням тюрьмы после того, как его повторно задержали за вождение в нетрезвом виде.
11 августа 2011 года Джени был найден мертвым в гостиничном номере неподалёку от Лос-Анджелеса.

## Состав
Текущий состав
- Эрик Тёрнер — ритм- и соло-гитара, бэк-вокал (1984—настоящее время)
- Джерри Диксон — бас-гитара, бэк-вокал (1984—настоящее время)
- Стивен Свит — ударные, бэк-вокал (1986—1994, 2004—настоящее время)
- Джоуи Аллен – соло- и ритм-гитара, бэк-вокал (1987—1994, 2004—настоящее время)
- Роберт Мейсон – вокал (2008—настоящее время)

Бывшие участники
| - Джош Льюис — соло-гитара, бэк-вокал (1984—1986) - Адам Шор — вокал (1984—1986) - Макс «Эшер» Мазурски — ударные (1984—1986) - Крис Винсент — бас-гитара (1984) - Джени Лейн † — вокал (1986—2004, 2008); ударные (1998) - Дэйв Уайт — клавишные, бэк-вокал (1992—1995) - Рик Стейер — соло- и ритм-гитара (1994—2000) - Джеймс Коттак — ударные, бэк-вокал (1994—1996) - Бобби Борг — ударные, бэк-вокал (1996—1997) | - Вик «Викки» Фокс — ударные (1997—1998) - Дэнни Вагнер — ударные, бэк-вокал (1998—2000) - Майк Фасано — ударные, бэк-вокал (2000—2003, 2004) - Кери Келли — соло- и ритм-гитара (2000) - Билли Моррис — соло- и ритм-гитара, бэк-вокал (2000—2004) - Майк Моррис — клавишные (2000—2004) - Kevan Phares — ударные (2003—2004) - Джейми Сент Джеймс — вокал (2004—2008) - Брент Вудс — соло- и ритм-гитара, бэк-вокал (2004) |

Touring musicians
- Скотт Уоррен — клавишные, гармоника, бэк-вокал (1989—1991)
- Терри Инграм — клавишные, бэк-вокал (1991)
- Дэнни Вагнер — клавишные, бэк-вокал (1995—1998)
- Шон Заводни — клавишные, бэк-вокал (2001—2004)
- Дэн Конвей — ударные, бэк-вокал (2006) [1]
- Майкл Фостер – ударные, бэк-вокал (декабрь 2012—февраль 2013) [2]

## Дискография
Студийные альбомы
- Dirty Rotten Filthy Stinking Rich (1989)
- Cherry Pie (1990)
- Dog Eat Dog (1992)
- Ultraphobic (1995)
- Belly to Belly (1996)
- Greatest & Latest (1999)
- Under the Influence (2001)
- Born Again (2006)
- Rockaholic (2011)
- Louder Harder Faster (2017)

Концертные альбомы
- Warrant Live 86–97 (1997)

Сборники
- The Best of Warrant (1996)
- Rocking Tall (1996)
- Then and Now (2004)